# 田邊伸明
田邊 伸明（たなべ のぶあき、1966年1月19日 - ）は日本のサッカー選手代理人である。株式会社ジェブエンターテイメント代表取締役。

## 来歴
東京都世田谷区出身。中学、高校時代はサッカー部に所属。和光大学時代、ヨーロッパなどを放浪してサッカーを観戦するバックパッカー生活を送る。大学卒業後、レコード会社への就職が内定していたが、それを断りスポーツイベント運営会社のジェブに就職。入社当初はゴルフ運営の業務を担当したが、その後増加するサッカー絡みの仕事に携わるようになっていく。
1991年、北澤豪のマネジメント業務を始める。1998年にFIFAワールドカップ・フランス大会のサッカー日本代表メンバーから北澤が落選したことや、同年末に所属クラブのヴェルディ川崎が若返りを図る中で北澤に移籍話が持ち上がった経験を通して、より近い立場で選手をサポートできる代理人の資格を取ることを決断する。1999年、第2回目のFIFA公認代理人試験を通過し、2000年にJFAより選手代理人ライセンスを受ける。
代理人として稲本潤一のアーセナル移籍、中田浩二のオリンピック・マルセイユ、バーゼル移籍、中澤佑二と山瀬功治の横浜F・マリノス移籍などを担当。また無名だった大学時代の鄭大世を発掘し、Jリーグ各クラブに売り込んだ。

## 主なクライアント

### 選手
- 前田大然
- 渡辺剛
- 車屋紳太郎
- 槙野智章
- 北川航也
- 福森晃斗
- 浅野拓磨
- 川辺駿
- 伊藤涼太郎
- 岩田智輝
- チャナティップ・ソングラシン
- ティーラトン・ブンマタン
- ティーラシン・デーンダー
- ジョン・アンデル・セランテス
- カルロス・グティエレス
- 森脇良太
- 遊佐克美
- ジェイ・ボスロイド
- グエン・コン・フオン
- ルアン・スアン・チュオン
- 澤井直人
- 山口瑠伊
- 稲本潤一
- 松井大輔

### 指導者
- 尹晶煥
- 長谷部茂利
- 片野坂知宏
- 美濃部直彦

## テレビ番組
- 日経スペシャル ガイアの夜明け サッカービジネス 陰の仕掛け人たち（2005年8月2日、テレビ東京）[13]。- 中澤佑ニ選手（横浜マリノス）の移籍交渉を取材。

## 関連書籍
- 『サッカーのない人生なんて！ ベースボール・マガジン社新書』（著者:増島みどり）（2008年5月30日、ベースボール・マガジン社）ISBN 9784583100852